# Club Balonmano Porriño
Club Balonmano Porriño (deutsch: Handballclub Porriño) ist ein Handballverein aus O Porriño in Spanien, dessen Frauenmannschaft in der ersten spanischen Liga spielt.
Aus Sponsoringgründen trat der Verein unter den Namen Conservas Orbe Zendal BM Porriño, Conservas Orbe Rubensa BM Porriño und Godoy Maceira Balonmano Porriño an.

## Geschichte
In den 1970er Jahren existierte ein Vorgängerverein, dessen Frauen 1974/1975 in der höchsten spanischen Liga spielten. Der Verein Club Balonmano Porriño wurde im Jahr 1987 gegründet. Ab 1990 wurde die Nachwuchsarbeit intensiviert.

## Frauenhandball
1997 gelang der Aufstieg der Frauen in die División de Honor, Spaniens erster Liga. Nach vier Jahren in der ersten Liga stieg der Verein in die División de Honor Plata, die damalige zweite Liga, ab. Nach zehn Jahren in der zweiten Liga gelang erneut der Aufstieg, seit der Saison 2011/2012 spielt der Verein durchgehend in der División de Honor („Liga Guerreras“).
In der Saison 2013/2014 belegte das Team Platz 5 der 1. Liga, was zum Start im europäischen Vereinswettbewerb berechtigte; aus finanziellen Gründen verzichtete die Mannschaft auf die Teilnahme. Nachdem der Verein in der Spielzeit 2023/2024 der spanischen Liga den 4. Platz belegt hatte, trat er dann erstmals international in der Saison 2024/2025 des EHF European Cup an und kam ins Finale dieses Wettbewerbs.

## Männerhandball
Die Männer des Vereins spielen in unteren Klassen, höchste erreichte Liga war die Primera División Nacional, Spaniens 3. Liga.

## Heimspielstätte
Heimspielstätte des Vereins ist der Polideportivo Municipal do Porriño.

## Spielerinnen
Im Verein spielten auch Carolina Bono (seit 2021), Paulina Pérez (seit 2022), Sofía Gull (2023/2024) und Alicia Fernández Fraga (2012–2014).
Juri Nesterow war dort von 2006 bis 2007 aktiv.